# Азяк
Азяк (башк. Эзәк, рос. Азяк) — річка в Російській Федерації, що протікає у Башкортостані. 
Гирло річки розташоване за 135 км по лівому берегу річки Швидкий Танип. Довжина — 26 км, площа водозабірного басейна — 161 км².